# Антропологія техніки
Антропологія техніки - вчення А. Хунінга, яке дає інтерпретацію знань про техніку - піднімати ці знання до рівня її теоретичного осмислення, насичуючи їх науковими поняттями. 
Основними функціями антропології техніки, по А. Хунінгу, є: 
- 1) функція інтеграції - об'єднувати знання про техніку,
- 2) функція емансипації - звільняти свідомість людини від помилкового розуміння технічного прогресу.

Головним в антропології техніки виступають вимоги зробити філософію техніки засобом формування та розвитку самосвідомості вчених та інженерів, розглядати прогрес техніки у взаємодії техніки з людиною. Найголовнішим при цьому є дослідження розвитку самої людини.